# Lucio Samuel Cabrera
Lucio Samuel Cabrera fue un político peruano.
En 1881 formó parte de la Asamblea Nacional de Ayacucho convocado por Nicolás de Piérola luego de la Ocupación de Lima durante la Guerra del Pacífico. Este congreso aceptó la renuncia de Piérola al cargo de Dictador que había tomado en 1879 y lo nombró presidente provisorio. Sin embargo, el desarrollo de la guerra generó la pérdida de poder de Piérola por lo que este congreso no tuvo mayor relevancia.
Fue elegido diputado por la provincia de Anta en 1886 durante el gobierno del presidente Andrés Avelino Cáceres. Participó, junto con Wenceslao Cano y Martín F. Serrano en la toma del cuartel de Mutuchaca durante el asalto a la ciudad por parte de partidarios pierolistas en el marco de la Guerra civil de 1894.
Fue parte, junto con otros personajes cusqueños de fines del siglo XIX como Manuel E. Montesinos, Juan Julio Castillo, Antonio Lorena, Juan A. Falcón, Fernando Pacheco, Eliseo Araujo, Angel Colounge, Ambrosio della Chiesa y Gavino Ugarte del grupo de fundadores del Centro Científico del Cusco, organización de cusqueños que tenía la finalidad de ocuparse de los estudios geográficos y científicos en general y, en particular, del departamento del Cusco para suministrar informes que puedan ser útiles a la administración pública y procurar el mayor conocimiento del territorio peruano.
En 1895 fue elegido senador por el departamento del Cusco hasta 1898 durante el gobierno de Nicolás de Piérola.